# Super Fast Baleareas
Il Super Fast Baleareas è un traghetto Ro-Ro di proprietà della compagnia di navigazione Maritime Global Operator.

## Servizio
Varato il 4 giugno 2010 nei cantieri navali spagnoli Navantia SA Astilleros San Fernando di Puerto Real con il nome di Super Fast Baleareas per la spagnola Ajacciona-Trasmediterránea, entra in servizio sul collegamento merci Cadice-Gran Canaria il 26 giugno 2010.

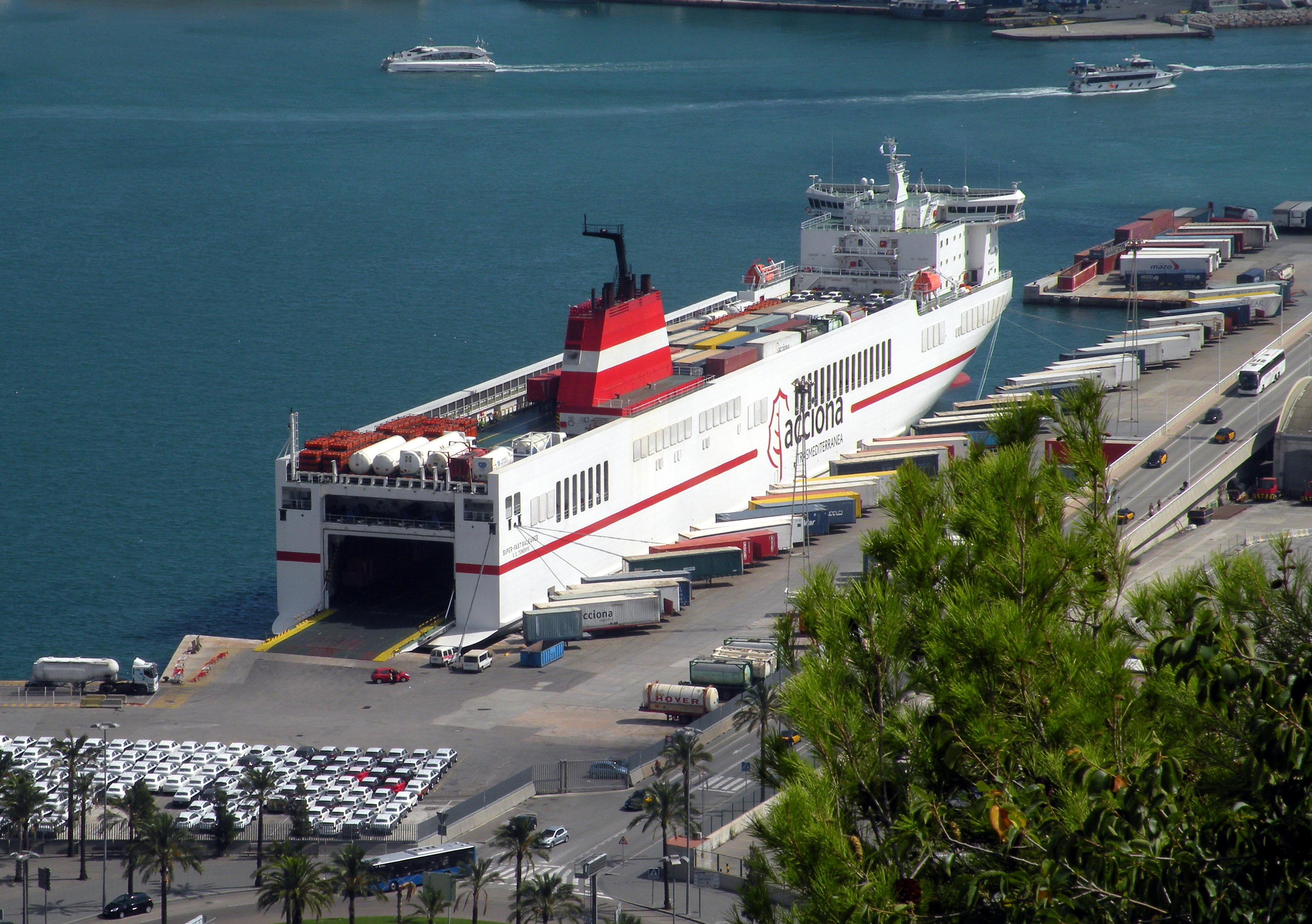
Il Super-Fast Baleareas ormeggiato a Barcellona nel 2012.

Nel 2016 viene noleggiato alla DFDS Seaways e prende servizio sulla Marsiglia-Tunisi e dall'aprile dello stesso anno al 2017 sulla Göteborg-Immingham.
Appena rientrato in flotta nel 2017, viene noleggiato per pochi mesi alla U.N. Ro-Ro.
Dal 2017 al 2018 viene noleggiato alla Moby Cargo ed entra in servizio sulla linea merci Livorno-Olbia.
Dal 2018 al 2019 viene noleggiato alla tunisina Cotunav.
Nel 2019 viene noleggiato di nuovo alla Moby Cargo e riprende il servizio tra Livorno, Olbia e Genova.
Nel 2024 viene venduto alla Maritime Global Operator ed issa bandiera delle Isole Marshall.

## Navi gemelle
- José Maria Entrecanales